# تکیه باغ شیخ
تکیه باغ شیخ مربوط به دوره قاجار است و در شهرستان ساوه، بخش مرکزی، دهستان طراز ناهید، روستای باغ شیخ واقع شده و این اثر در تاریخ ۲۰ اردیبهشت ۱۳۸۶ با شمارهٔ ثبت ۱۹۰۵۶ به‌عنوان یکی از آثار ملی ایران به ثبت رسیده است.